# Epidendrum prostratum
Epidendrum prostratum är en orkidéart som först beskrevs av John Lindley, och fick sitt nu gällande namn av Célestin Alfred Cogniaux. Epidendrum prostratum ingår i släktet Epidendrum och familjen orkidéer. Inga underarter finns listade i Catalogue of Life.